# HMAT Wandilla
Le SS Wandilla est un navire à vapeur construit en 1912 pour l'Adelaide Steamship Company (en). Le navire a opéré de Fremantle à Sydney jusqu'en 1915, quand il fut acquis pour le service militaire et rebaptisé HMAT Wandilla. Initialement utilisé comme transport de troupes, le navire fut converti en navire-hôpital en 1916. Le Wandilla fut rendu à ses propriétaires à la fin de la guerre, puis vendu à la Bermuda & West Indies SS Company et rebaptisé Fort St. George en 1921. Il fut de nouveau vendu en 1935 à la Lloyd Triestino et rebaptisée Cesarea puis Arno en 1938. Au début de la Seconde Guerre mondiale, le navire fut réquisitionné par la Regia Marina pour servir de navire-hôpital avant d'être coulé par des avions britanniques le 10 septembre 1942.

## Conception et construction

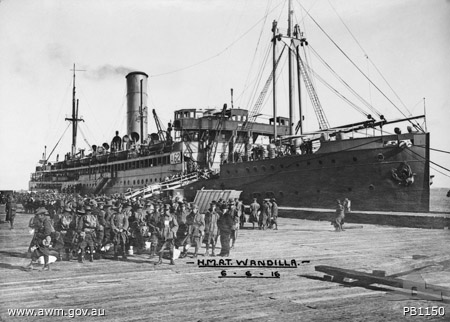
Les Digger du 3e bataillon de pionniers se préparent à monter à bord du HMAT Wandilla à Port Melbourne, à destination du front occidental le 6 juin 1916.

Le navire a été construit en 1912, par William Beardmore and Company, Glasgow, avec ses navires jumeaux SS Warilda et SS Willochra.

## Fin de carrière
L'Arno fut réquisitionné comme navire-hôpital par la Regia Marina pendant la Seconde Guerre mondiale. Le navire et ses membres d'équipage ont été présentés dans le film de propagande italien de 1941 Le Navire blanc (italien: La nave bianca). L'Arno fut coulé par des torpilles aériennes de la Royal Air Force le 10 septembre 1942 à la position 33° 14′ N, 23° 23′ E
, à environ 64 km au nord-est de Ras el Tin, près de Tobrouk. Les Britanniques ont affirmé qu'un message radio allemand décodé le 31 août 1942 montrait que le navire était utilisé pour transporter des provisions à Benghazi en violation de la Convention de La Haye, ce qui en faisait une attaque justifiée.